# شان گرگان
شان گرگان (انگلیسی: Sean Gregan؛ زادهٔ ۲۹ مارس ۱۹۷۴) بازیکن فوتبال اهل بریتانیا است.
از باشگاه‌هایی که در آن بازی کرده‌است می‌توان به باشگاه فوتبال وست برومویچ آلبیون، باشگاه فوتبال لیدز یونایتد، باشگاه فوتبال پرستون نورث اند، باشگاه فوتبال اولدهام اتلتیک، باشگاه فوتبال دارلینگتون، باشگاه فوتبال کندال تاون، و باشگاه فوتبال فلیتوود اشاره کرد.